# Holcobius affinis
Holcobius affinis är en skalbaggsart som beskrevs av Perkins 1910. Holcobius affinis ingår i släktet Holcobius och familjen trägnagare. Inga underarter finns listade i Catalogue of Life.